# Рівне (Конотопський район)
Рі́вне — село в Україні, у Новослобідській сільській громаді Конотопського району Сумської області. Населення становить 129 осіб. До 2020 орган місцевого самоврядування — Бояро-Лежачівська сільська рада.

## Географія
Село Рівне знаходиться за 4 км від правого берега річки Сейм. На відстані 1 км розташовані села Дорошівка і Кружок. Біля села проходить велика кількість іригаційних каналів.

## Історія
12 червня 2020 року, відповідно до розпорядження Кабінету Міністрів України № 723-р «Про визначення адміністративних центрів та затвердження територій територіальних громад Сумської області», село увійшло до складу Новослобідської сільської громади.
19 липня 2020 року, в результаті адміністративно-територіальної реформи та ліквідації Путивльського району, увійшло до складу новоутвореного Конотопського району.

## Населення
Згідно з переписом УРСР 1989 року чисельність наявного населення села становила 199 осіб, з яких 90 чоловіків та 109 жінок.
За переписом населення України 2001 року в селі мешкало 130 осіб.

### Мова
Розподіл населення за рідною мовою за даними перепису 2001 року:
| Мова       | Відсоток |
| ---------- | -------- |
| українська | 90,70 %  |
| російська  | 8,53 %   |
| вірменська | 0,78 %   |